# Encyclopédie de l'Ukraine moderne
L'Encyclopédie de l'Ukraine moderne (ukrainien : Енциклопедія сучасної України , Entsyklopediïa soutchasnoï Oukraïny), abrégé EMU en anglais, est une encyclopédie nationale en plusieurs volumes de l'Ukraine. Il s'agit d'un projet académique de l'Institut de recherche encyclopédique de l'Académie nationale des sciences d'Ukraine. Aujourd'hui, l'ouvrage de référence est disponible en édition imprimée et en ligne.
L'EMU fournit une image intégrale de l'Ukraine moderne décrivant les événements, les institutions, les organisations, les activités, les notions et les personnes se référant à la période du début du XXe siècle à nos jours. Il englobe toutes les sphères de la vie en Ukraine et reflète les opinions actuelles sur les événements historiques et les personnalités.

## Édition papier
Une première édition est en cours. 30 volumes sont prévus - en 2020, 22 volumes étaient publiés - et elle est déjà devenu l'encyclopédie papier la plus complète sur l'Ukraine à ce jour.
Les volumes publiés sont co-édités par Ivan Dziouba, Arkadii Zhukovskyi, Oleh Romaniv, Mykola Zhelezniak, assistés par plus de 20 scientifiques ukrainiens célèbres dont Borys Paton. Les tomes sont écrits par plus de 1000 contributeurs experts et compilés par l'équipe éditoriale (10 professionnels).
L'EMU a occupé à plusieurs reprises des places de premier plan dans le classement national ukrainien du « Livre de l'année ». Elle a reçu de nombreux prix ; en particulier, en 2003, elle est devenue lauréate du programme national ukrainien « Personne de l'année-2002 » dans la catégorie « Projet culturel de l'année ».
Il était prévu que l' EMU constitue la base de l'Encyclopédie universelle ukrainienne nationale en plusieurs volumes, un projet commun de l'Académie nationale des sciences d'Ukraine et de la Société scientifique Chevtchenko.

## Encyclopédie en ligne
L'EMU a fait ses débuts en ligne pour le public en octobre 2014 et est encore en cours de réalisation (la liste des articles est incomplète). Tout le contenu de l'Encyclopédie en ligne est disponible gratuitement. Il fait désormais partie des sites ukrainiens les plus populaires, avec environ 100 000 visiteurs uniques par mois et plus d'un million par an. Les articles sont organisés par thèmes : univers et terre, personnes, communauté, sciences et sciences humaines, culture. Le format en ligne du projet se prête à l'élaboration d'un contenu opportun et pertinent pour tous les utilisateurs. Les utilisateurs viennent de tous les continents, mais la grande majorité sont naturellement originaire d'Ukraine.